# Fabas (Haute-Garonne)
Fabas (Okzitanisch: Havars) ist eine französische Gemeinde mit 199 Einwohnern (Stand: 1. Januar 2022) im Département Haute-Garonne in der Region Okzitanien; sie gehört zum Arrondissement Saint-Gaudens und zum Gemeindeverband Cœur et Coteaux du Comminges. Die Einwohner werden Fabassiens genannt.

## Geografie
Die Gemeinde Fabas liegt nordöstlich des Plateaus von Lannemezan im Norden der historischen Provinz Comminges, etwa 29 Kilometer nordöstlich von Saint-Gaudens und etwa 50 Kilometer südwestlich von Toulouse. Durch das 18,68 Quadratkilometer umfassende Gemeindegebiet fließt in West-Ost-Richtung der Touch, ein Nebenfluss der Garonne. Im Westen der Gemeinde liegt mit dem Forêt de Fabas ein großes Waldgebiet; ansonsten wird das Bild der Gemeinde von Acker- und Wiesenflächen mit kleineren Waldbeständen geprägt. Die Gemeinde besteht aus zahlreichen Weilern, die oft bastidenartig auf Hügelkuppen angelegt wurden, und vielen Einzelgehöften. Die größten Ortsteile sind Les Hourques, Le Plan, Peyron und Manan. Umgeben wird Fabas von den Nachbargemeinden Coueilles im Norden, Castelgaillard und Labastide-Paumès im Nordosten, Polastron im Osten, Lussan-Adeilhac im Südosten, Eoux und Peyrissas im Süden, Saint-André im Südwesten, Salherm im Westen sowie Saint-Frajou im Nordwesten.

## Bevölkerungsentwicklung
| Jahr      | 1962 | 1968 | 1975 | 1982 | 1990 | 1999 | 2006 | 2018 |
| Einwohner | 322  | 277  | 239  | 244  | 206  | 214  | 211  | 199  |

Im Jahr 1866 wurde mit 901 Bewohnern die bisher höchste Einwohnerzahl ermittelt. Die Zahlen basieren auf den Daten von cassini.ehess und INSEE.

## Sehenswürdigkeiten
- Kirche Saint-Georges
- ehemalige Kirche Saint-Pierre, genannt Saint-Pé-d’Arès, Monument historique[3]
- ehemalige Zisterzienserinnenabtei Fabas
- Wasserturm im Ortsteil Le Plan
- Flurkreuze

## Wirtschaft und Infrastruktur
In Fabas sind 27 Landwirtschaftsbetriebe ansässig (Getreideanbau, Zucht von Rindern, Schafen, Ziegen und Pferden).
Fabas liegt abseits der überregional wichtigen Verkehrswege. 20 Kilometer südwestlich der Gemeinde verläuft die Autoroute A64. Der Bahnhof der 23 Kilometer entfernten Kleinstadt Cazères liegt an der Bahnstrecke Toulouse–Bayonne.

## Belege
1. ↑  Fabas auf cassini.ehess
2. ↑  Fabas auf INSEE
3. ↑  ehemalige Kirche Saint-Pierre in der Base Mérimée des französischen Kulturministeriums (französisch)
4. ↑  Landwirtschaftsbetriebe auf annuaire-mairie.fr